# Giedraičiai

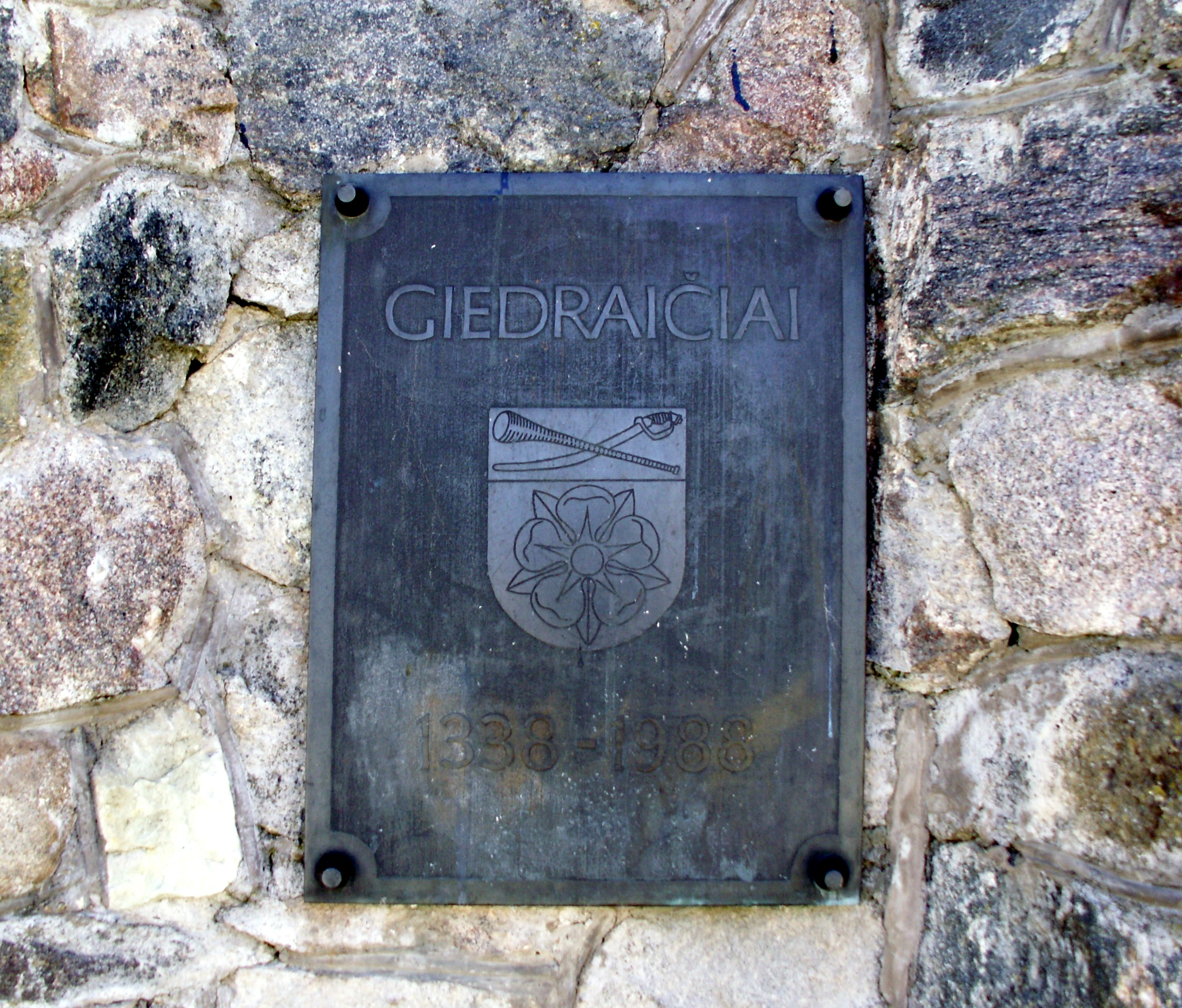
Plaque commémorative de Giedraičiai-650

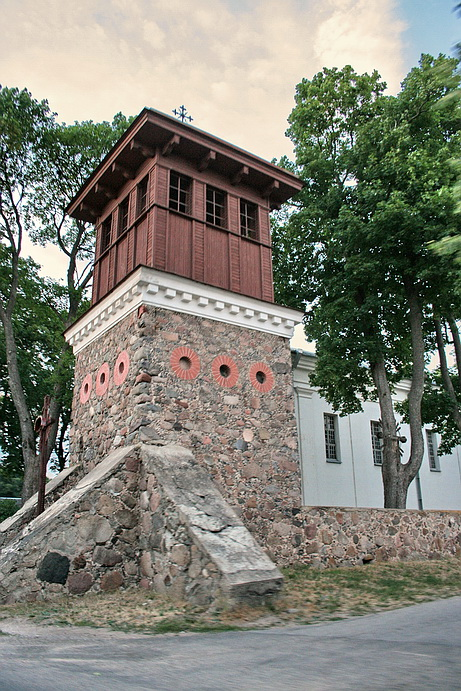
Clocher de l'église Saint Barthélémy

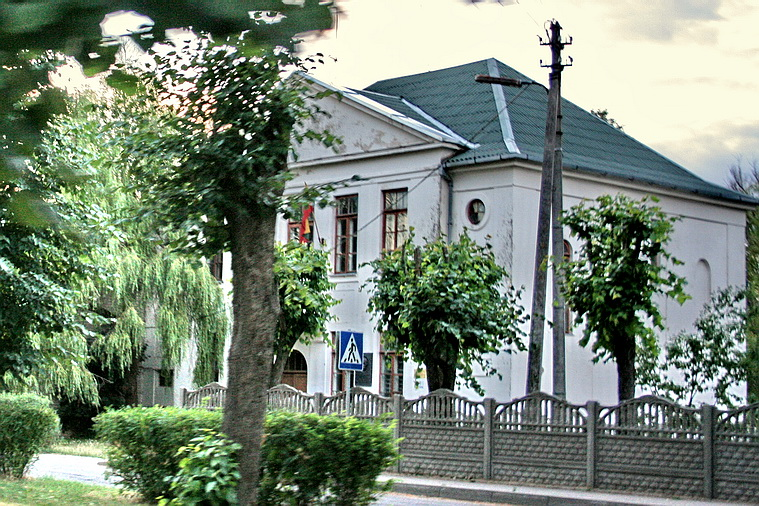
Vieille école de Giedraičiai

Giedraičiai est un village dans la municipalité du district de Molėtai, en Lituanie.
Peuplée d'environ 770 habitants, il est situé à environ 45 km au nord de Vilnius, capitale de la Lituanie, sur les rives du lac Kiementas. Il est le chef-lieu d'un elderate. Le village fondé, selon une légende locale, par le Duc Giedrius, est mentionné pour la première fois dans les sources écrites en 1338 à l'occasion du traité de paix signé entre le Grand-duc Gediminas et les Chevaliers teutoniques. Pendant longtemps, il fut le fief de la famille Giedraitis.

## Histoire
On sait que depuis 1777 le village avait une école paroissiale. Aujourd'hui, le lycée porte le nom d'Antanas Jaroševičius, un peintre qui a publié en 1912 un album de croix lituaniennes. Le bâtiment de l'école abrite un petit musée sur l'histoire locale.
En 1410, l'Église Saint-Barthélemy l'Apôtre a été construite. Elle a été rénovée en 1809 dans le style classique par l'évêque de Samogitie Józef Giedroyc , dont la famille princière provenait de Giedraičiai. En 1838, après sa mort et selon ses désirs, le cœur de Józef Giedroyc a été incrusté dans l'un des murs. Dans le milieu du XIXe siècle un nouveau clocher a été construit. Il est intéressant car de conception inhabituelle : les murs en pierre sont décorés avec des briques rouges.

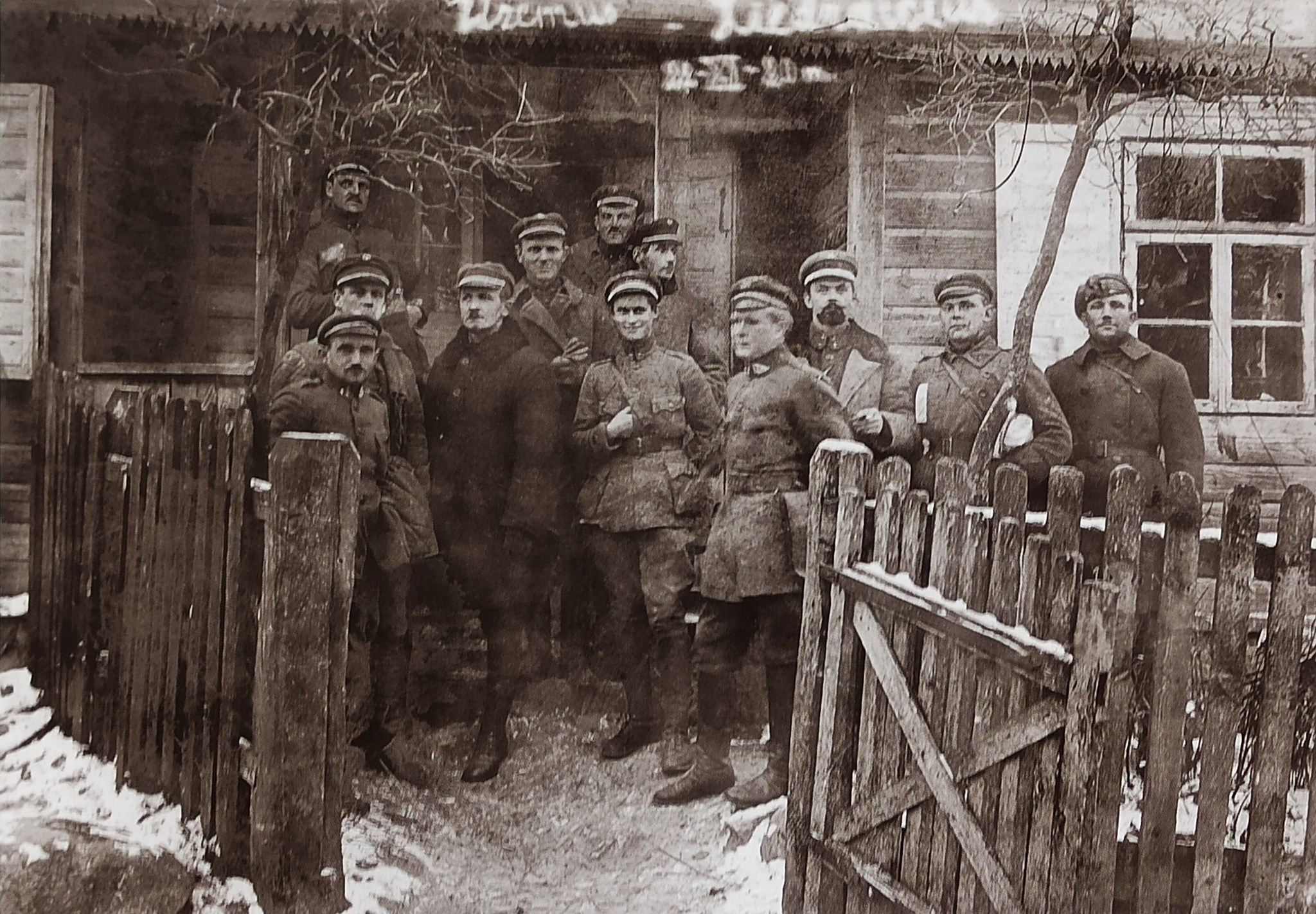
Les officiers de la 2e infanterie du régiment lituanien du Grand-Duc Algirdas de l'armée lituanienne après avoir repris Giedraičiai à l'armée polonaise, 1920-11-22

En 1920, le village est témoin des combats entre les Lituaniens et les Polonais dirigés par Lucjan Żeligowski. Après la guerre polono-lituanienne, Zeligowski organise une fausse rébellion par les unités de l'armée polonaise et Vilnius est prise le 9 octobre 1920. Ses troupes avançaient encore, mais ont été arrêtées près de Giedraičiai et de Širvintos du 17 au 21 novembre. La Société des Nations intervint et les combats cessèrent, mais les différends sur la région de Vilnius n'ont pas été résolus. Aujourd'hui, le village commémore les victimes avec un monument qui a survécu au régime soviétique. L'ornement du monument, une épée et une trompette, est utilisé dans les armoiries du village.
En juillet et août 1941, un Einsatzgruppen de nationalistes lituaniens massacre la population juive locale lors d'exécutions de masse.

### Notoriété en France
Giedraičiai, qui signifie « village clair », s'est fait mieux connaître en France grâce à la chanteuse GiedRé (équivalent lituanien du prénom Claire) qui a posé devant le panneau de l'endroit pour une photo publiée sur le réseau social Facebook.

## Transport
Molėtai Aero Club (ICAO airport code : EYMO) est situé à 7 km au nord de Giedraičiai.

### Sources
- (en) Cet article est partiellement ou en totalité issu de l’article de Wikipédia en anglais intitulé « Giedraičiai » (voir la liste des auteurs).

1. ↑  http://www.holocaustatlas.lt/EN/#a_atlas/search//page/1/item/26/